# Alicornops
Alicornops es un género extinto de rinoceronte miembro de la subfamilia Aceratheriinae. Vivió en Eurasia durante el Mioceno y el Plioceno.

## Especiación
```
Se conocen cuatro especies de 
Alicornops
. Dos de ellos, 
Alicornops complanatum
 y 
Alicornops laogouense
 fueron descritos recientemente emanando del 
Siwaliks
 de 
Pakistán
.
[
1
]
```

La especie de tipo Alicornops simorrense era relativamente pequeña, con un cuerno pequeño, patas tridáctilas cortas e incisivos fuertemente torcidos hacia abajo, es conocida principalmente de yacimientos españoles, originalmente Nombrevilla (Zaragoza) y más recientemente de Somosaguas (Madrid). La especie Alicornops laogouense de la Cuenca de Linxia, Gansu, China tiene forma similar a A. simorrense pero es de mayor tamaño.